# Tell Schech Hamad
Koordinaten: 35° 38′ 36″ N, 40° 44′ 25″ O
Tell Schech Hamad, auch Tell Sheikh Hamad (assyrisch Dūr-Katlimmu; aramäisch Magdalu; lateinisch Magdala), ist ein Siedlungshügel im nordöstlichen Gouvernement al-Hasaka in Syrien, der sich in seiner frühesten, chalkolitischen und spätesten, hellenistisch-parthischen Besiedlung auf den Tell beschränkte, in der mittel- und neuassyrischen Zeit aber als wichtiger Angelpunkt der assyrischen Westexpansion bis auf 100 ha anwuchs.
Die Stadt wird von Archäologen in fünf Bereiche gegliedert: die Zitadelle, die östlich und südlich angeschlossene Unterstadt I, nordöstlich vorgelagerte Unterstadt II und extramural im Norden und Osten errichtete Vorstädte.

## Lage und Klima
Tell Schech Hamad liegt in Nordmesopotamien in der Dschazīra auf einer Kalksteinterrasse am Ostufer des unteren Chabur, der etwa 60 Kilometer südlich in den Euphrat mündet. Der Fundort liegt 65 Kilometer nordnordöstlich von Deir el-Sor. Unmittelbar beim Ausgrabungsgelände liegt die Streusiedlung Gharibe, das moderne Dorf Schech Hamad befindet sich 5 Kilometer weiter nördlich. Beide Orte wurden im 20. Jahrhundert von nomadischen Viehzüchtern gegründet, die hier sesshaft geworden sind.
Tell Sheikh Hamad liegt im Bereich des Bewässerungsfeldbaus, der der Regen hier mit 250 Millimeter pro Jahr damals wie heute zu gering für Regenfeldbau ist. Der Ort liegt direkt an dem etwa 1 Kilometer breiten Flusstal des Chabur, das aus äußerst Fruchtbaren alluvialen Böden bestand. Hier war Bewässerungsfeldbau möglich und wurde von den Siedlern in Tell Sheikh Hamad durchgeführt.

## Forschungsgeschichte
Die erste Forschung in Tell Schech Hamad wurde 1879 von Hormuzd Rassam geleitet, nachdem lokale Bewohner eine Stele Adad-nīrārī III. bei Grabarbeiten gefunden hatten. Anschließend wurde der Siedlungshügel 1911 von Max von Oppenheim besucht und von Max Mallowan 1934 als Teil eines Survey untersucht. Eine systematische Flächenerkundung fand 1975 und 1977 durch ein Forschungsprojekt der Universität Tübingen zur Erstellung des TAVO statt. Während dieser Begehungen wurden mittelassyrische Keilschrifttafeln gefunden und so wurde 1978 die Grabung unter der Leitung Hartmut Kühnes bis 2010 in 32 Kampagnen durchgeführt. Seit 2010 kam es aufgrund des Syrischen Bürgerkrieges zu keinen weiteren Grabungen.
Während der Grabungen wurden verschiedene kleine Areale der ca. 100 ha großen Fundstelle ausgegraben. Diese wurde unterteilt in die Zitadelle im Süden am Ufer des Khabur, die Unterstadt I direkt östlich der Zitadelle, die Unterstadt II nördlich der Zitadelle und in die Vorstadt. Die Zitadelle liegt auf dem Tell, während die Unterstadt I und die Unterstadt II zwei ummauert voneinander abgegrenzte Areal an dem Fuße des Tells darstellen. Die Vorstädte beschreiben alle Siedlungen vor diesen Stadtmauern. Grabungen wurden auf der Zitadelle, in der Mittleren Unterstadt II und in der Nordostecke der Unterstadt II durchgeführt. Weder in der Unterstadt I noch in der Vorstadt wurde bisher gegraben. Von 2008 bis 2010 wurden dann vor allem restauratorische Arbeiten durchgeführt, die zum Ziel hatten, den Fundort zu erhalten und für den Tourismus zugänglich zu machen.
Luftbilder aus dem März 2011 zeigten umfangreiche illegale Raubgrabungen, bei denen unklar bleibt, wann genau sie stattgefunden haben. 1999 wurde durch das deutsche Grabungsteam angeblich Raubgrabungsspuren an die syrische Altertumsbehörde gemeldet. Ein auf dem Kunstmarkt aufgetauchtes weiteres Fragment der 1879 entdeckten Stele von Adad-nīrārī III. mit fragwürdigen Provenienzangaben wurde 2014 von der Londoner Polizei beschlagnahmt. Angeblich in den 1960er Jahren in einer privaten Schweizer Sammlung ist eine nachvollziehbare Provenienzgeschichte erst seit 2000 zu erfassen.

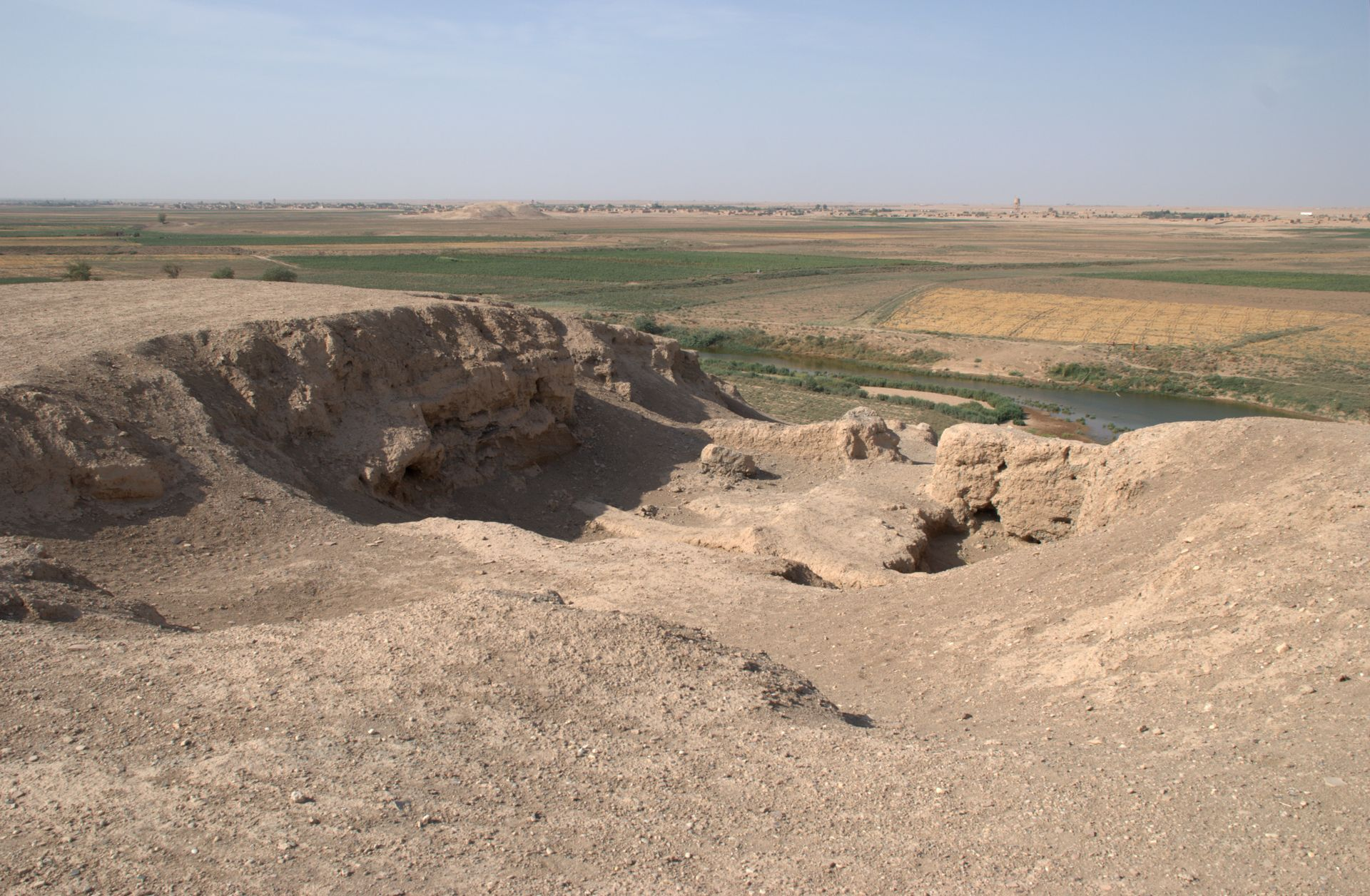
Zitadellenhügel mit Grabungsschnitt am Westhang. Der Witterung überlassene Reste des mittelassyrischen Palastes. Lage direkt am Chabur

## Geschichte

### Späte Uruk-Zeit und Niniveh 5 Zeit (frühes 3. Jtsd. v.Chr.)
Die ältesten Siedlungsreste des Fundortes datieren in das 4. und 3. Jahrtausend v. Chr. und konzentrieren sich auf die Zitadelle. Sie sind nur durch Keramik aus Oberflächenbegehungen und dem Profil eines modernen Wassergrabens, der durch die alten Schichten schnitt, bekannt und wurden nicht in Ausgrabungen dokumentiert. Diese Quellen belegen jedoch, dass die Zitadelle Tell Sheikh Hamads auch in der späten Uruk-Zeit und der Niniveh-5 Zeit besiedelt war.

### Bronzezeit und Mittelassyrisches Reich (2. Jtsd. v.Chr.)
In der mittleren Bronzezeit lässt sich erneut eine Besiedlung feststellen, die sich diesmal auf die Unterstadt I ausdehnt. Diese Phase ist jedoch ebenfalls nicht über Architektur belegt, sondern über einen modernen Wasserkanal, der durch alte Schichten schnitt, bei denen die früheste die mittlere Bronzezeit war.
Die erste Epoche, die ausführlicher bekannt ist, ist die Zeit des Mittelassyrischen Reiches vom 13. bis zum 10. Jhd. v. Chr. In dieser Phase war ebenfalls die Zitadelle und die Unterstadt I besiedelt und umfasste etwa 25 Hektar. Während die Besiedlung der Unterstadt I nur durch das besagte Profil des modernen Wasserkanals bekannt ist, fanden die Ausgräberinnen auf der Zitadelle mittelassyrische Architektur. Das sogenannte Gebäude P auf der Zitadelle ist ein mehrräumiger Komplex, der als Archiv und Speichergebäude genutzt wurde.
Aus den geborgenen Texttafeln dieses Archives geht hervor, dass Tell Sheikh Hamad vermutlich unter Adad-nirari I auf den Ruinen einer älteren Stadt als westliche Provinzstadt gegründet wurde. Diese Stadt erhält in den Quellen den Namen „Dur-Katlimmu“, der eventuell aus dem altbabylonischen Namen Dur-Igitlim hervorgeht. Der Ort wurde nun zu einem Provinzzentrum und Sitz eines Statthalters und war Teil der Urbanisierungsstrategie der assyrischen Könige. Von diesem Provinzzentrum ausgehend wurde die gesamte Siedlungskammer in einem langfristigen Aufbauprogramm auf imperiale Kontrolle und Wachstum der Landwirtschaftlichen Produktion umgestaltet.

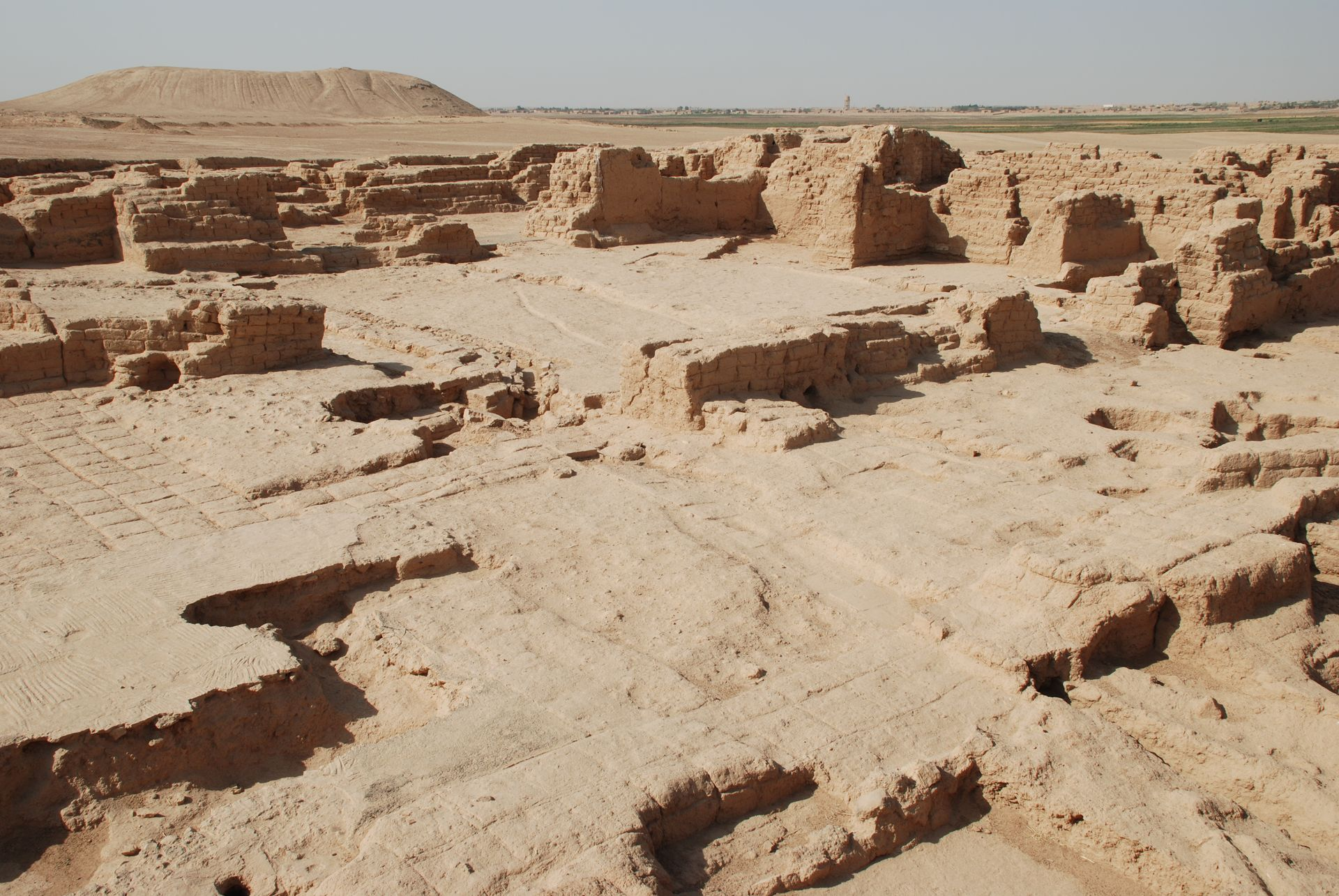
Mittlere Unterstadt II. Nicht konservierte neuassyrische Gebäude im Westen. Blick nach Südwesten auf den Zitadellenhügel

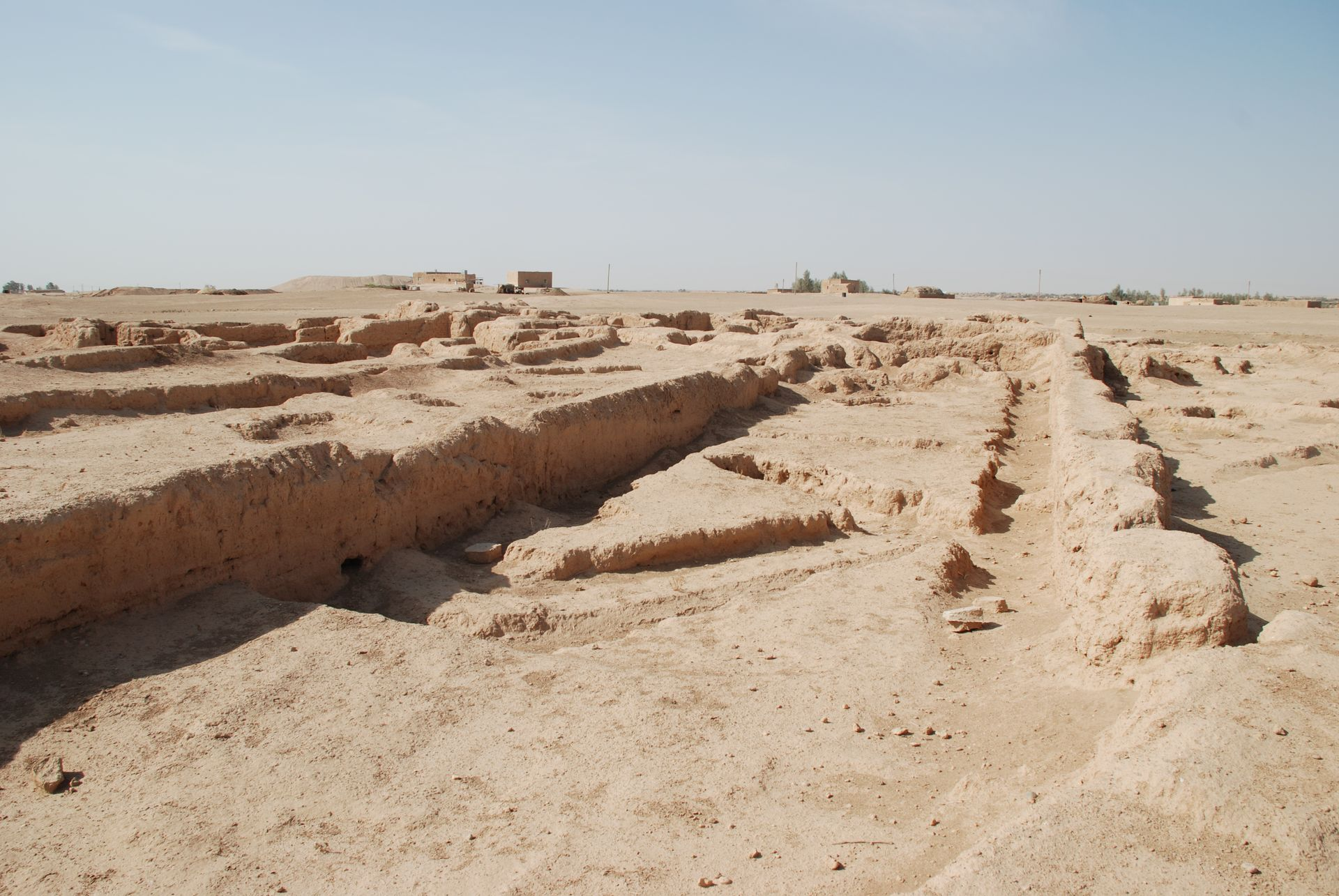
Neuassyrischer Palast an der Nordostecke der Stadtmauer. Am Horizont der Zitadellenhügel

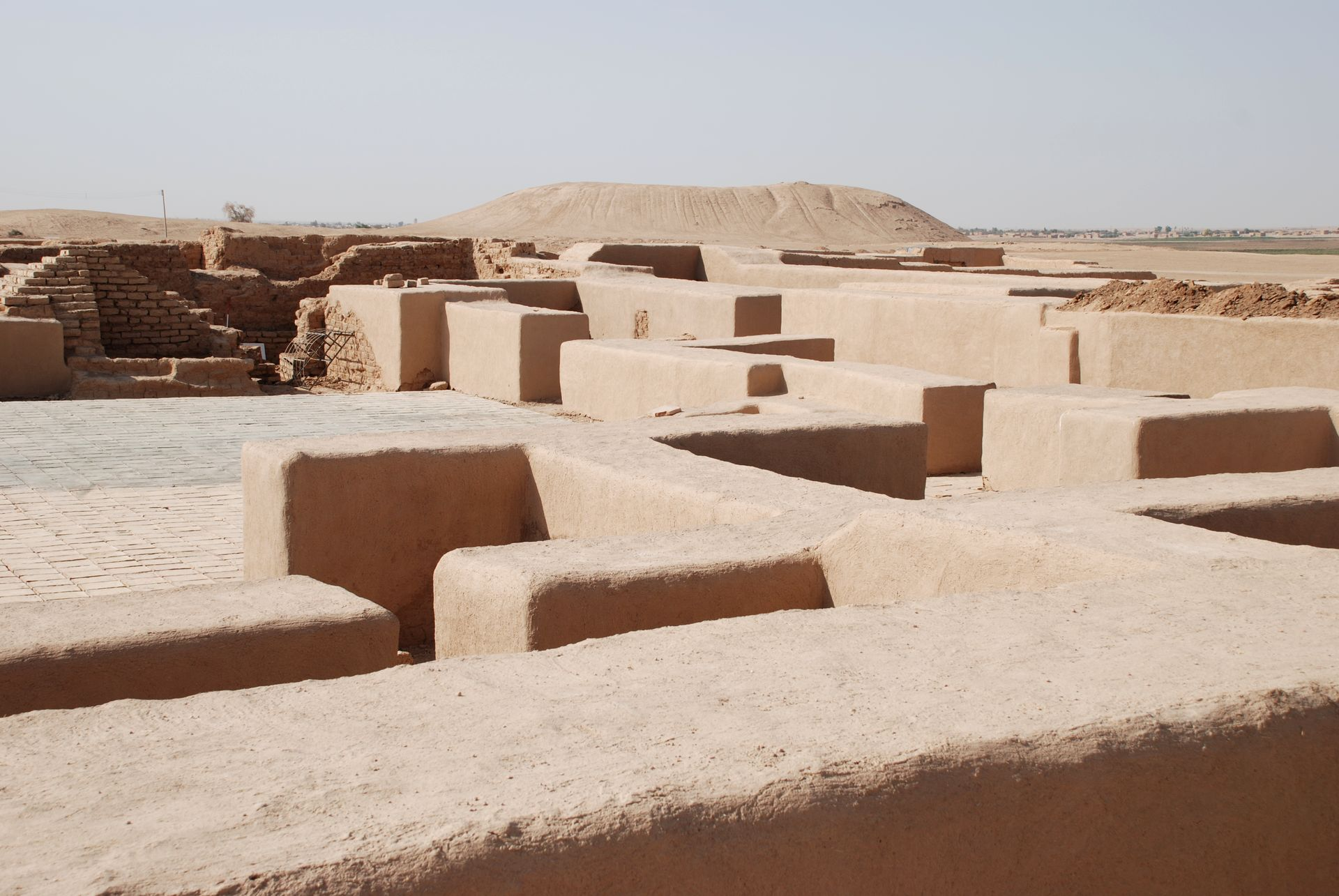
Unterstadt II, Rotes Haus. Aufgemauerte Wände im mittleren Bereich. Der Hof wurde geebnet und mit neuen Ziegelplatten belegt, deren Fugen im Oktober 2009 mit Zementpulver fixiert wurden (Graufärbung der oberen Hälfte)

### Neuassyrisches Reich und postimperiale Zeit (10. – 6. Jhd. v. Chr.)
In der Neuassyrischen Zeit vom 10. zum 7. Jhd. v. Chr. vergrößert sich das Stadtgebiet um das Gebiet der Unterstadt II und die Vorstadt auf etwa 100 Hektar und Teile der Fläche wurden von einer Stadtmauer umgeben. Es ist die größte Ausdehnung Tell Sheikh Hamads. Ab dem 7. Jhd. v. Chr. ist über die Schriftquellen eine zunehmende aramäische Bevölkerung zu fassen, die Tell Sheikh Hamad den Namen „Magdalu“ gibt, was so viel wie Turm oder Festung bedeutet Neuassyrische Bauten auf der Zitadelle wurden nicht eingehend untersucht, sind aber über einen Stufenschnitt bekannt. Ausführlich ausgegraben wurden hingegen Elitenresidenzen in der Unterstadt II, so wie tTeile der Stadtmauer. Im Grabungsgebiet „Mittlere Unterstadt II“ wurden vier Herrschaftshäuser ausgegraben, die direkt aneinandergebaut wurden und in das 8. – 7. Jhd. v. Chr. datieren. Im Grabungsgebiet „Nordostecke Unterstadt II“ befinden sich zwei weitere Elitenresidenzen, direkt an der nordöstlichen Ecke der Stadtmauer. Diese beiden Residenzen werden Gebäude F und Gebäude W genannt und stellen beinahe kleine Paläste dar.
Das Neuassyrische Reich findet 609 v. Chr. mit der Niederlage im Krieg gegen babylonische und medische Eliten ein abruptes Ende und die postimperiale Zeit beginnt. Während die meisten assyrischen Städte in Trümmern liegen, scheint Tell Sheikh Hamad zunächst verschont geblieben zu sein. Von dieser Kontinuität zeugt die Errichtung des Roten Hauses, einer gewaltigen palastartigen Elitenresidenz in der Mittleren Unterstadt II. Keilschrifttexte datieren die Nutzung des Gebäudes von ca. 630 bis 600 v. Chr. und belegen, dass assyrische Eliten auch nach dem Ende des Assyrischen Reiches politische und ökonomische Macht in Tell Sheikh Hamad besaßen. Zu Beginn des 6. Jhd. brennt das Rote Haus jedoch nieder und Tell Sheikh Hamad scheint eine Phase der Deurbanisierung zu erleben. Es finden sich nur noch einzelne Siedlungen in den Ruinen der Mittleren Unterstadt II und vermutlich auf der Zitadelle.

### Seleukidische bis Römisch-Parthische Zeit (3. Jhd. v. Chr. – 3. Jhd. n.Chr.)
Anschließend scheint Tell Sheikh Hamad an Bedeutung zu verlieren. Erst ab der seleukidischen Zeit vom 3. bis zum 2. Jhd. v. Chr. finden sich wieder Siedlungsspuren. Auf der Zitadelle fand sich im Stufenschnitt ein nicht näher untersuchtes Gebäude, das über die Keramik seleukidische datiert wurde und vermutlich ein administrativer Bau war.
Ab dem 2. Jhd. lag Tell Sheikh Hamad in einem Grenzgebiet zwischen dem Römischen und dem Partherreich. Da eine genaue Datierung über archäologische Funde nicht möglich ist, wird diese Phase als römisch-parthische Zeit bezeichnet. Da die Stadt in römischen Quellen „Magdala“ genannt wird, ist anzunehmen, dass es durchaus Kontinuität seit der postimperialen Zeit gab, in der die Stadt den aramäischen Namen „Magdalu“ bekam. Auf der Zitadelle scheinen nun eher Wohnhäuser zu finden zu sein, doch auch diese sind nicht ausführlich untersucht. In der Unterstadt I gab es ebenfalls eine Besiedelung, die über den Schnitt des Wasserkanals belegt werden konnte aber ebenfalls nicht weiter untersucht wurde. Am ausführlichsten ergaben wurde der römisch-parthische Friedhof auf dem Gebiet der mittleren Unterstadt II (Novak Oettel und Witzel 2000). Die etwa 600 Bestattungen wurden in Form von Erdgräbern, Lehmziegelgräbern, Topfgräbern und Sarkophagen angelegt. Die meisten Grabbeigaben (Silberschmuck und Goldohrringe) stammen aus der mittelparthischen Zeit, also um 70 v. Chr. bis 70 n. Chr. Danach und bis zur Aufgabe des Gräberfeldes im 3. Jahrhundert gab es kaum noch Grabbeigaben.

### Spätantike byzantinische Besiedlung (4.–6. Jhd. n.Chr.)
In der Spätantike lag Tell Sheikh Hamad in dem Grenzland zwischen sassanidisches und byzantinisches Reich. Einige byzantinische Münzen, die um das Jahr 400 geprägt wurden und die überwiegend aus Grabkontexten stammen, belegen eine Nutzung des Fundortes. Die Besiedelung könnte im Zusammenhang mit einer Handelsverbindung zwischen den beiden Reichen stehen. Es ist bisher die letzte bekannte Nutzung des Ortes und die Stadt scheint anschließend endgültig verlassen worden zu sein.